# Jonathas de Andrade

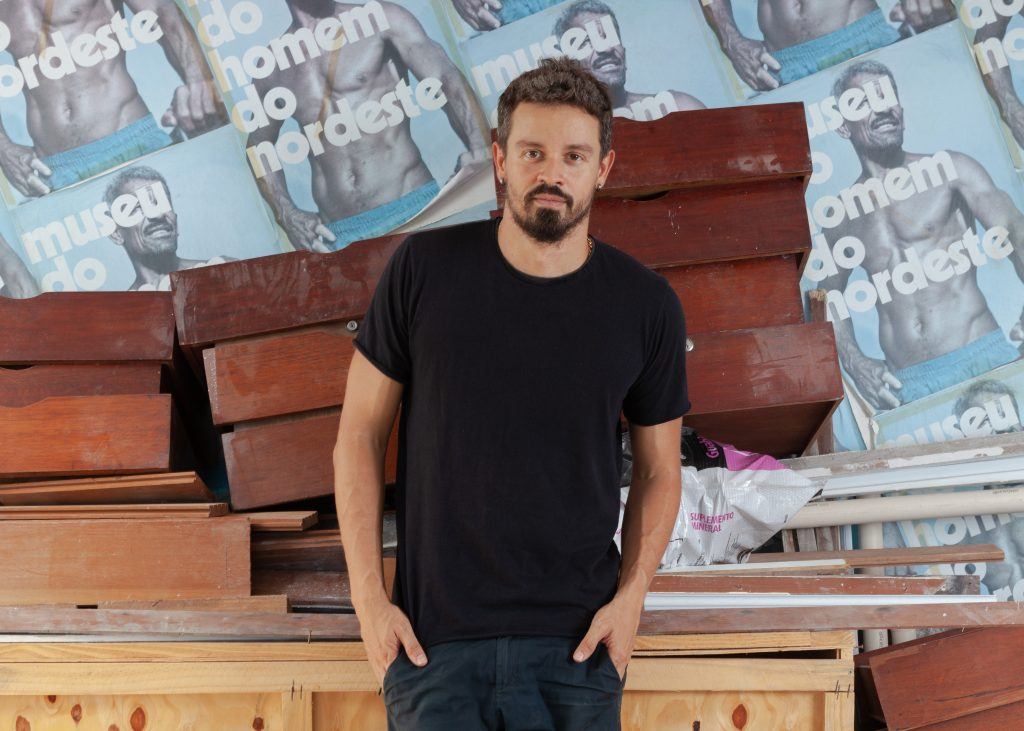
Artista brasileiro Jonathas de Andrade. Crédito: Jéssica Bernardo

Jonathas de Andrade é artista visual e nasceu em Maceió em 1982, vive e trabalha em Recife, Brasil.

## Geral
O artista desenvolve vídeos, fotografias e instalações a partir da produção de imagens, utilizando-se de estratégias que misturam ficção, realidade, tradição e negociação. Entre as exposições individuais em que o artista participou, estão: Museum of Contemporary Art Chicago (2019), New Museum, Nova York (2017); The Power Plant, Toronto (2017); Museu de Arte do Rio (2014-2015); Entre exposições coletivas, seus trabalhos integraram a 16ª Bienal de Istambul (2019); MAXXI: National Museum of XXI Century Arts, Rome (2018); 32a Bienal de São Paulo (2016); The Museum of Modern Art MoMA (2015); e Guggenheim Museum, New York (2014).

## Exposições
- Sharjah Biennial 13
- 59 Bienal de Veneza - Itália
- 32 Bienal de São Paulo
- Blackness in Abstraction, Pace Gallery, NY
- SeMA Biennale Mediacity Seoul, Coréia
- Performa 15, NY
- 12 Bienal de Lyon, França
- 2nd New Museum Triennial, NY
- 12 Bienal de Istambul, Turquia
- HIWAR Conversations in Amman, Darat al Funun, Jordânia
- 7a Bienal do Mercosul, Porto Alegre
- 10th Gwangju Biennale, Coréia
- 3rd Ural Industrial Biennial, Russia
- 32 Panorama da Arte Brasileira
- 29a Bienal de São Paulo
- Future Generation Art Prize 2012, Kiev, Ucrânia
- La Bienal 2013, El Museo del Barrio, NY
- Amor e ódio a Lygia Clark, Zacheta National Gallery, Varsóvia, Polônia
- Histórias Mestiças, Instituto Tomie Ohtake, São Paulo
- Cães sem Plumas, Museu de Arte Moderna Aloísio Magalhães, Recife
- The Right to the City, Stedelijk Museum Bureau Amsterdam , Amsterdã
- Better Homes, SculptureCenter, Long Island City, EUA
- Blind Field, Krannert Art Museum, Champaign, EUA
- Tropikalizmy, Gdańsk City Gallery, Gdańsk, Polônia
- Cruzamentos, Wexner Center for the Arts, Columbus, EUA.
- The Insides are on the Outside, Casa de Vidro e SESC Pompéia, São Paulo
- Baca Project, Bonnafanten Museum, Maastricht, Holanda
- When Attitudes Became Form Become Attitudes, CCA Wattis Institute for Contemporary Art, San Francisco, EUA
- Under the Same Sun: Art from Latinamerica Today. South London Gallery, Londres – Museo Jumex, Cidade do México – Guggenheim Museum, NY. (2016, 2015, 2014)

## Exposições Individuais
- Caravana Museu do Homem do Nordeste - Sesc Petrolina (2019), Sesc Garanhuns (2019), Sesc Goiana (2020)
- On horses fishes and man, The Power Plant, Toronto (2017)
- O Peixe, New Museum, New York (2017)
- Convocatória para um Mobiliário Brasileiro, Museu de Arte de São Paulo - Masp (2016)
- Museu do Homem do Nordeste – Alexander and Bonin Gallery (2015), Museu de Arte do Rio (2014) e Galeria Vermelho (2013).
- Ressaca Tropical – Instituto Banco Real (2009), Galeria Vermelho (2010)
- Amor e Felicidade no Casamento – Fundação Joaquim Nabuco (2007), Instituto Itaú Cultural (2008)
- 4000 disparos, Musée d'art Contemporain de Montréal (2013)
- Cartazes para o Museu do Homem do Nordeste, Kunsthalle Lissabon, Lisboa (2013)
- Programas de exposições do Centro Cultural São Paulo (2010)
- Jonathas de Andrade – Galleria Continua (2014)

## Prêmios
- Prix de la Francophonie - 12e Biennale de Lyon – Lyon - França
- Future Generation Art Prize - Special Prize Winner - Ucrânia
- Prêmio Marcantonio Vilaça[1]
- Prêmio PIPA – Finalista